# Парашюты на деревьях
«Парашюты на деревьях» — советский фильм режиссёра Иосифа Шульмана, снятый на киностудии «Беларусьфильм» в 1973 году по одноимённой книге Наполеона Ридевского.

## Сюжет
Фильм повествует о том, как в ходе осуществления операции по преодолению укреплённых районов Восточной Пруссии на территорию врага забрасывается специально подготовленная группа советских разведчиков из десяти человек. Группа работает на вражеской территории без всякой надежды на помощь. Это уже не земли братских народов, где можно постучаться и попросить ночлега в любом доме. Кругом враги. Но даже в Германии разведчики находят друзей. Это антифашисты, немецкие коммунисты, которые также ненавидят фашизм. Благодаря сведениям, добытым группой, спасены тысячи жизней при наступлении советских войск.

## В ролях
| Актёр              | Роль                        |
| ------------------ | --------------------------- |
| Владимир Смирнов   | Павел Крылатых, капитан     |
| Александр Январев  | Иван Мельников, сержант     |
| Николай Федорцов   | Иосиф Зворыка, рядовой      |
| Людмила Безуглая   | Аня Морозова, радистка      |
| Елена Тодорова     | Зина Бардышева, радистка    |
| Анатолий Чарноцкий | Николай Шпаков, лейтенант   |
| Анатолий Барчук    | Наполеон Ридевский          |
| Владимир Роговцов  | Иван Целиков                |
| Саша Кузьмин       | Генка Юшкевич               |
| Николай Крюков     | Август Шиллят, лесничий     |
| Николай Брилинг    | Кестнер, немецкий полковник |
| Сергей Полежаев    | Бродман, немецкий майор     |
| Игорь Ясулович     | Хромов, военнопленный       |
| Александра Климова | хозяйка швейной мастерской  |
| Валентин Иванов    | барон Меглиц                |
| Петр Соболевский   | Зденек                      |
| Тамара Тимофеева   | старая немка                |
| Галина Чигинская   | Грета                       |
| Наташа Косырева    | Эльза                       |
| Анатолий Столбов   | ненормальный немец          |
| Евгений Бочаров    | немецкий офицер             |
| Бирута Докальская  | эпизод                      |
| Саулюс Сипайтис    | немецкий солдат             |
| Леонас Цюнис       | немецкий офицер-эсесовец    |
| Елена Максимова    | старая полька               |
| Борис Смельцов     | Эрнст Райчик                |
| Виктор Мельник     | эпизод                      |